# 穆拉多利殘篇
《穆拉多利殘篇》（亦稱穆拉多利正典、穆拉多利殘典，天主教稱為《慕辣托黎残篇》）是已知最古老的新約聖經書卷目錄紀錄，由卢多维科·安东尼奥·穆拉多利在米蘭的安布羅圖書館所發現的手稿，並於西元1740年出版，由於卷頭已散佚故稱「殘篇」。雖然發現的手稿是第七世紀的抄本，但由於近來考據指出它的作者應為羅馬教父庇护一世（卒於西元157年），所以它的成立時間約可追溯到西元170年。這份手稿列出了當時在教會誦讀的新約經卷，並作了簡短的介紹，其中包括了《馬太福音》、《馬可福音》、《路加福音》、《約翰福音》、《使徒行傳》、保羅的十三封書信、《猶大書》、《約翰一書》和《約翰二書》、《啟示錄》及《彼得啟示錄》。另外書中也有提到，有的人不同意在教會念《彼得启示录》。

## 外部連結
- Text of the Muratorian fragment. （页面存档备份，存于）
- "The development of the canon of the New Testament" （页面存档备份，存于）: The Muratorian Canon
- Henry Wace, A Dictionary of Christian biography （页面存档备份，存于）: Muratorian fragment
- Earlychristianwritings.com: Original and amended Latin and English translation of the Muratorian fragment. （页面存档备份，存于）
- Muratorian Fragment in the Eerdmans Dictionary of the Bible （页面存档备份，存于）
- C. E. Hill, “The Debate Over the Muratorian Fragment and the Development of the Canon,” Westminster Theological Journal 57:2 (Fall 1995): 437-452 （页面存档备份，存于）
- The Muratorian Fragment and the Development of the Canon, Geoffrey Mark Hahneman （页面存档备份，存于）
- Encyclopedia Britannica: Muratori （页面存档备份，存于）